# أمير الحرب المريخي
أمير الحرب المريخي (بالإنجليزية: The Warlord of Mars) هي رواية فانتازيا علمية بقلم إدغار رايس بوروس، وهي الثالثة من سلسلته الشهيرة برسوم. بدأ بوروز كتابة القصة في يونيو 1913، وكان بوروز قد ابتكر خمسة عناوين قبل أن يثبت على العنوان الحالي؛ رجال برسوم الصفر، الأمير المقاتل من المريخ، عبر المريخ المتوحش، أمير الهليوم، أمير الحرب المريخي.
نشرت القصة النهائية في مجلة أول ستوري كمسلسل في الأعداد من ديسمبر 1913 إلى مارس 1914. نشرت لاحقا على شكل كتاب كامل بواسطة أيه سي ماكلورغ في سبتمبر 1919.